# Sarah Lévy
Pour les articles homonymes, voir Lévy.
Sarah Lévy est une réalisatrice, scénariste et actrice française.

## Filmographie

### Réalisatrice
- 1999 : Du bleu jusqu'en Amérique (Film)
- 2004 : Un petit garçon silencieux (Téléfilm)
- 2006 : Au crépuscule des temps (Téléfilm)
- 2008 : Little Wenzhou (Téléfilm)
- 2014 : La Clinique du docteur Blanche (Téléfilm)

### Scénariste
- 1998 : Prison à domicile de Christophe Jacrot

### Script consultant
- 2006 : Enfermés dehors d'Albert Dupontel